# ホソバヒメガマ
ホソバヒメガマ (Typha angustifolia) は、ガマ属の多年生植物である。北半球の湿地帯に自生する。北アメリカには移入されたものだと主張する研究者もいる。
ホソバヒメガマの分布範囲は、ガマの分布範囲と重なる。この2種は、Typha x glauca (Typha angustifolia x T. latifolia)として交雑する。

## 食用
いくつかの部分は食べることができる。食用の茎はベトナムでは、bồn bồnと呼ばれる。